# Caryomyia turbanella
Caryomyia turbanella är en tvåvingeart som beskrevs av Gagne 2008. Caryomyia turbanella ingår i släktet Caryomyia och familjen gallmyggor. Inga underarter finns listade i Catalogue of Life.